# Parathylactus dorsalis
Parathylactus dorsalis là một loài bọ cánh cứng trong họ Cerambycidae.